# Tupelo
Tupela (lat. Nyssa), biljni rod iz porodice tupelovki kojemu pripada sedam priznatih vrsta grmlja i drveća iz jugoistoćne Azije i Sjeverne Amerike. Naziv tupelo dolazi iz jezika Creek Indijanaca, od  ito 'drvo' i opilwa 'močvara'. A po ovom drvetu imenovan je i grad Tupelo u Mississippiju.
Poznatije vrste su kineski tupelo (N. sinensis), ogeče tupelo (N. ogeche), i crna guma ili crni tupelo (N. sylvatica) koji raste po močvarama

## Vrste
1. Nyssa aquatica L.
2. Nyssa bifida Craib
3. Nyssa javanica (Blume) Wangerin
4. Nyssa ogeche W.Bartram ex Marshall
5. Nyssa sinensis Oliv.
6. Nyssa sylvatica Marshall
7. Nyssa talamancana Hammel & N.Zamora